# Cục Đăng kiểm Việt Nam
Cục Đăng kiểm Việt Nam (tiếng Anh: Vietnam Register, viết tắt là VR) là cơ quan trực thuộc Bộ Xây dựng, thực hiện chức năng quản lý nhà nước về đăng kiểm đối với phương tiện giao thông và phương tiện, thiết bị xếp dỡ, thi công chuyên dùng, container, nồi hơi và bình chịu áp lực sử dụng trong giao thông vận tải đường bộ, đường sắt, đường thủy nội địa, hàng hải trong phạm vi cả nước; tổ chức thực hiện công tác đăng kiểm chất lượng an toàn kỹ thuật các loại phương tiện, thiết bị giao thông vận tải và phương tiện, thiết bị thăm dò, khai thác, vận chuyển dầu khí trên biển theo quy định của pháp luật.
Chức năng, nhiệm vụ, quyền hạn và cơ cấu tổ chức của Cục Đăng kiểm Việt Nam được quy định tại Quyết định số 12/QĐ-BXD ngày 1/3/2025 của Bộ trưởng Bộ Xây dựng.

## Lịch sử phát triển
- Hoạt động đăng kiểm tàu thủy tại Việt Nam được hình thành từ năm 1884, khi lần đầu tiên ở Việt Nam có ụ khô để đóng tàu mới và sửa chữa tàu biển tại Ba Son, Sài Gòn.
- Năm 1960, Phòng Đăng ký hải sự trực thuộc Bộ Giao thông vận tải được thành lập để thực hiện việc kiểm tra các loại phương tiện vận tải đường thủy. Trụ sở của Phòng Đăng ký hải sự đóng tại Hà Nội. Cơ quan này là cơ sở tiền thân của Đăng kiểm Việt Nam ngày nay.
- Ngày 25/4/1964, Ty Đăng kiểm được thành lập, có trụ sở đóng tại thành phố Hải Phòng. Ngày này được lấy là ngày thành lập của Đăng kiểm Việt Nam.
- Năm 1970, Đăng kiểm Việt Nam bắt đầu kiểm tra các tàu buôn chạy tuyến quốc tế ngắn. Từ năm 1975, Đăng kiểm Việt Nam kiểm tra phân cấp và chứng nhận các tàu chạy tuyến quốc tế xa.
- Năm 1980, Đăng kiểm Việt Nam ký thoả thuận với DSRK về hợp tác và thay thế lẫn nhau trong kiểm tra phân cấp.
- Năm 1981, Đăng kiểm Việt Nam trở thành thành viên chính thức của TSCI.
- Năm 1983, Đăng kiểm Việt Nam được bầu làm thư ký thường trực Văn phòng IMO ở Việt Nam.
- Năm 1984, Đăng kiểm Việt Nam lần đầu tiên tham dự Đại hội đồng IMO với sự uỷ quyền của Chính phủ Việt Nam.
- Năm 1991, Đăng kiểm Việt Nam được chính phủ uỷ quyền chứng nhận các tàu Việt Nam phù hợp với các công ước SOLAS 74/78, MARPOL 73/78, LL66, TONNAG69, COLREG
- Từ năm 1992, Đăng kiểm Việt Nam bắt đầu tham gia giám sát kỹ thuật và phân cấp các giàn khoan biển.
- Năm 1993, Đăng kiểm Việt Nam triển khai đẩy mạnh hoạt động kiểm tra sản phẩm công nghiệp lắp đặt trên phương tiện thủy và các công trình trên bộ.
- Từ tháng 5/1995, Đăng kiểm Việt Nam bắt đầu xây dựng và triển khai hệ thống kiểm tra phương tiện cơ giới đường bộ.
- Ngày 8/4/1998, Trụ sở của Đăng kiểm Việt Nam chuyển từ Hải Phòng về Thủ đô Hà Nội.
- Năm 1999, Đăng kiểm Việt Nam mở Văn phòng đại diện tại thành phố Nha Trang, tỉnh Khánh Hòa.
- Từ 1/1/2000, Đăng kiểm Việt Nam triển khai kiểm tra và cấp giấy chứng nhận chất lượng cho các loại phương tiện xe, máy thi công.
- Từ ngày 29/10/2003, Đăng kiểm Việt Nam thực hiện chức năng quản lý nhà nước về đăng kiểm đối với Phương tiện và thiết bị an toàn đường sắt.
- Từ ngày 12/2/2003, Đăng kiểm Việt Nam thi hành Bộ luật quốc tế về an ninh tàu biển và cảng biển (ISPS).
- Từ tháng 9/2003, Đăng kiểm Việt Nam trở thành thành viên chính thức của Hiệp hội Đăng kiểm ô tô Quốc tế (CITA).
- Năm 2007, Đăng kiểm Việt Nam duyệt thiết kế và giám sát đóng mới tàu hàng rời 20.000 dwt lớn nhất đầu tiền tại Việt Nam theo qui phạm VR.
- Năm 2007, lần đầu tiên một số chủ tàu nước ngoài (Trung Quốc, Malaysia) chấp nhận Quy phạm Phân cấp và đóng tàu biển của VR để phân cấp tàu của họ.

## Lãnh đạo Cục
- Cục trưởng: Nguyễn Chiến Thắng
- Phó Cục trưởng:

1. Nguyễn Tô An
2. Phạm Minh Thành[2]
3. Trần Ánh Dương

## Cơ cấu tổ chức

### Các tổ chức giúp việc Cục trưởng
- Văn phòng Cục
- Phòng Quy phạm
- Phòng Công trình biển
- Phòng Công nghiệp
- Phòng Tàu biển
- Phòng Tàu sông
- Phòng Chất lượng xe cơ giới (VAQ)
- Phòng Kiểm định xe cơ giới (VAR)
- Phòng Đường sắt
- Phòng Pháp chế - Thanh tra - Khoa học Công nghệ
- Phòng Tài chính - Kế hoạch Đầu tư
- Phòng Hợp tác quốc tế
- Phòng Tổ chức cán bộ

### Các tổ chức khác trực thuộc
- Trung tâm Chuyển đổi số, dữ liệu phương tiện Quốc gia và tập huấn nghiệp vụ (DTTC)
- Trung tâm Chứng nhận hệ thống quản lý chất lượng và an toàn (VRQC)
- Trung tâm Thử nghiệm xe cơ giới (VMTC)
- Trung tâm Thử nghiệm khí thải phương tiện giao thông cơ giới đường bộ (NETC)
- Các Chi Cục, Chi nhánh, Trung tâm Đăng kiểm tại một số tỉnh, thành phố trực thuộc Trung ương